# Chiesa di San Giovanni Battista (Scanno)
La chiesa di San Giovanni Battista è sita in Via Silla a Scanno (AQ).

## Storia
La chiesa risulta già menzionata nel 1612.
Sulla fascia che suddivide la facciata si legge l'epigrafe:

SUMPTIBUS SUIS D. IOESANT. CIANCARELLI SACELLUM HOC AEDIFICANDUM CURAVIT. MESE IV NLAS A.D. MDCXXXI

da cui si evince che nel 1631 è stato fatto un restauro dalla famiglia Ciancarelli, mentre sull'architrave della porta vi è incisa la seguente data A. D. MDCXXXI che indica l'anno di committenza. All'interno invece vi è la data del 1544, data indicante verosimilmente l'assimilazione di un edificio da parte della sacrestia. Tuttavia la chiesa, verosimilmente, risale al XVI secolo prendendo come riferimento le date incise sull'altare e sulla finestra della sacrestia. I due affreschi all'interno inerenti alla vita e alla morte di San Giovanni Battista sono stati eseguiti nel 1698, susseguentemente sono stati coperti per via che l'edificio è stato usato, dopo il terremoto del 1706 e l'epidemia del 1764 come lazzaretto e luogo di ricovero, ma sono stati riportati alla luce solamente nel 1947, nello stesso anno sono stati rifatti il pavimento, gli intonaci ed il tetto. Successivamente, nel 1916 la chiesa è stata utilizzata come scuole elementari, a sede elettorale, a teatro.
La chiesa è attualmente consacrata e fino alla metà del XX secolo ospitava i pellegrini devoti a San Domenico di Sora. In seguito fu adibita anche a scuola elementare, sala per concerti, adunanze pubbliche e, nel 1916 vi trovò spazio anche un teatro. Attualmente vi si celebra messa solamente una volta all'anno: nel giorno in cui ricore San Giovanni Battista. Oggi è un luogo di culto con vocazione museale gestito in collaborazione fra la Diocesi di Sulmona ed il Museo della lana.

## Struttura

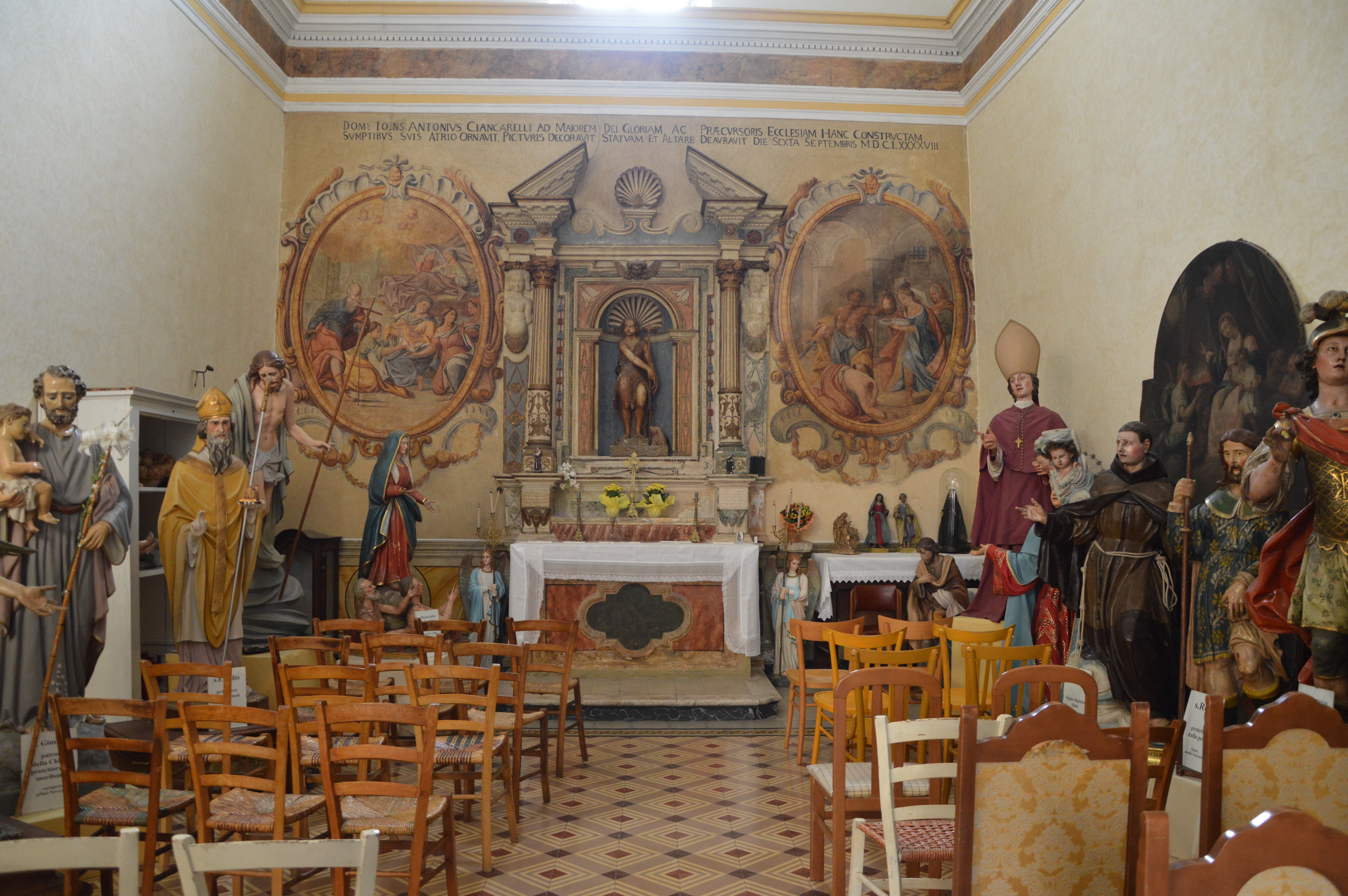
Veduta delle statue all'interno

La facciata è suddivisa in due parti da una cornice marcapiano in cui vi è la suddetta scritta in cui vi è lo stemma della famiglia Ciancarella con suscritto il motto "Pungo non ungo". Il portale e la finestra inserita nel campo superiore constano di timpano triangolare spezzato. Nel pilone sinistro vi è una lapide di riciclo risalente all'età imperiale proveniente dall'antico pagus di Collangelo. L'interno è ad aula unica coperta da una volta a botte lunettata. L'atrio è coperto da tre piccole volte a crociera. Ai due lati dell'altare vi sono due affreschi a forma di medaglioni ovali che raffigurano Santa Elisabetta che dà alla luce San Giovanni Battista e la Decapitazione di quest'ultimo. Questi due affreschi sono emersi durante i lavori di ripulitura del 1947. Furono restaurati da un pittore locale (Nicola Berardi), da cui fu ridipinta ex novo la testa del santo nella Decapitazione, di cui l'originale era privo. .. Il campanile è a vela, mentre la copertura è a capanna.
Ai su citati affreschi sulla parete di fondo vi è la statua in pietra di San Giovanni Battista. Fu posta sull'altare nel 1698.
Inoltre, vi è una mostra permanente di statue sacre allestita da Michele Rak, il quale ha raccolto delle statue della cultura pastorale risalenti al periodo tra il Seicento e Novecento. L'elenco delle statue è il seguente:
- San Biagio in legno, del medio Seicento[4];
- San Rocco in legno, del medio Seicento[5];
- San Crispino o San Crispiniano in legno dipinto di fattura napoletana, del secolo XVIII secolo[6];
- Sant'Egidio in gesso e legno, realizzato a Napoli nel 1796[7];
- San Costanzo in legno dorato e dipinto di scuola napoletana, del medio Settecento[8];
- Sant'Emidio in legno e cartapesta, del tardo Settecento[9];
- Santa Maria delle anime del Purgatorio in legno e gesso del 1841[10];
- San Pasquale Baylon in cartapesta, del 1846[11];
- San Luigi Gonzaga trattasi di un manichino in cartapesta e stoppa posto in un'edicoletta in legno, la statua è di fine Ottocento[12];
- Sant'Alfonso Maria de' Liguori in cartapesta, realizzata a Pacentro nel 1928[13];
- Madonna del Rosario in gesso, del primo Novecento[14];
- San Giuseppe in cartapesta, del primo Novecento[15];
- Immacolata Concezione in cartapesta, del primo Novecento[16];
- Giuseppe e Maria, trattasi di due statuette per il presepio di maestranze abruzzesi di fine Ottocento[17];
- Cristo Bambino in gesso, del primo Novecento[18];
- Cristo risorto in cartapesta, del medio Novecento[19].[20]